# Archanara cervina
Archanara cervina är en fjärilsart som beskrevs av W. Warren 1912. Archanara cervina ingår i släktet Archanara och familjen nattflyn. Inga underarter finns listade i Catalogue of Life.